# Втрати Національної гвардії Росії
У статті наведено подробиці втрат військ Національної гвардії Росії, які раніше були Внутрішніми військами РФ у різних військових конфліктах починаючи з квітня 2016. У список також додаються бойовики так званих "внутрішніх військ МВС", які формально підпорядковуються псевдореспублікам Донбасу.
У ході вторгнення РФ в Україну 2022 року Росгвардія зазнає значних втрат в Україні. Росгвардію зазвичай перекидають на захоплені РФ території для патрулювання та підтримання окупаційного порядку. Російська влада розраховувала, що росгвардійці встановлюватимуть контроль у захоплених українських містах. Станом на 5 липня 2024 року журналісти у відкритих джерелах знайшли відомості про щонайменше 556 співробітників Росгвардії, що загинули з початку повномасштабної війни.

## Збройний конфлікт на Північному Кавказі
| п/п | Прізвище, ім'я, по-батькові                                                | Звання/посада | Дата народження | Дата смерті | Місце смерті           |
| --- | -------------------------------------------------------------------------- | --- | --------------- | ----------- | ---------------------- |
| 1.  | Нурбагандов Магомед Нурбагандович (рос. Нурбагандов Магомед Нурбагандович) | старший лейтенант, юрисконсульт відділу позавідомчої охорони Управління ФСВНГ Росії з РД у місті Каспійську                                             | 09.01.1985      | 10.07.2016  | Сергокала, Дагестан    |
| 2.  | ???                                                                        | |                 | 09.10.2016  | Мескер-Юрт, Чечня      |
| 3.  | Хашумов Хамзат (рос. Хашумов Хамзат)                                       | рядовий |                 | 11.01.2017  | с. Цоці-Юрт, Чечня     |
| 4.  | Хутаєв Бекхан (рос. Хутаев Бекхан)                                         | єфрейтор |                 | 11.01.2017  | с. Цоці-Юрт, Чечня     |
| 5.  | Гурат Дмитро Валерійович (рос. Гурат Дмитрий Валерьевич)                   | молодший сержант, 140-й артилерійський полк |                 | 24.03.2017  | Наурський район, Чечня |
| 6.  | Акбієв Заурбек Резванович (рос. Акбиев Заурбек Резванович)                 | єфрейтор, 140-й артилерійський полк | 1991            | 24.03.2017  | Наурський район, Чечня |
| 7.  | Кучукбаєв Ільдус Зіннатович (рос. Кучукбаев Ильдус Зиннатович)             | молодший сержант, 140-й артилерійський полк | 1985            | 24.03.2017  | Наурський район, Чечня |
| 8.  | Алієв Амін Магомедович (рос. Алиев Амин Магомедович)                       | сержант, 140-й артилерійський полк | 1983            | 24.03.2017  | Наурський район, Чечня |
| 9.  | Рамазанов Арсен Набієвич (рос. Рамазанов Арсен Набиевич)                   | рядовий, 140-й артилерійський полк | 1987            | 24.03.2017  | Наурський район, Чечня |
| 10. | Єрмолаєв Анатолій Володимирович (рос. Ермолаев Анатолий Владимирович)      | старшина, 140-й артилерійський полк |                 | 24.03.2017  | Наурський район, Чечня |
| 11. | Беширханов Тимерхан Шадідович (рос. Беширханов Тимерхан Шадидович)         | старший сержант, співробітник 2-го оперативного відділення 2-го оперативного взводу ОМОН (на транспорті) Управління Росгвардії по Чеченській Республіці |                 | 13.10.2020  | Грозний                |

## Війна на Донбасі
| п/п | Прізвище, ім'я, по-батькові                                               | Звання/посада                                                                            | Дата народження | Дата смерті | Місце смерті |
| --- | ------------------------------------------------------------------------- | ---------------------------------------------------------------------------------------- | --------------- | ----------- | ------------ |
| 1.  | Хоров Віталій Ігорович (рос. Хоров Виталий Игоревич)                      | кулеметник, ВВ МВС "ДНР"                                                                 | 21.09.1991      | 23.05.2016  | Ясинувата    |
| 2.  | Коляда Григорій Григорович (рос. Коляда Григорий Григорьевич)             | ??, ВВ МВС "ДНР"                                                                         | 08.01.1982      | 11.06.2016  |              |
| 3.  | Міщанчук Віктор Вікторович (рос. Мищанчук Виктор Викторович)              | ???, ВВ МВС "ДНР"                                                                        | 22.10.1989      | 20.08.2016  | Ясинувата    |
| 4.  | Скалкін Дмитро Юрійович (рос. Скалкин Дмитрий Юрьевич)                    | ?, ВВ МВС "ДНР"                                                                          | 06.10.1992      | 22.10.2016  |              |
| 5.  | Мальков Петро Олексійович (рос. Мальков Петр Алексеевич)                  | ???, ВВ МВС Т1 в/ч 5002, 1 резервна рота 3 взвод, стрілець                               | 13.07.1989      | 04.12.2016  | Авдіївка     |
| 6.  | Мезовець Юрій Анатолійович (рос. Мезовец Юрий Анатольевич)                | 5 рота особливого призначення, ВВ МВС "ДНР"                                              | 22.06.1982      | 01.02.2017  | Авдіївка     |
| 7.  | Шкред Євген Володимирович (рос. Шкред Евгений Владимирович)               | рядовий, стрілець-медик, 1-а штурмова рота 2-й взвод швидкого реагування Полк ВВ МВС ДНР | 06.12.1993      | 11.03.2017  |              |
| 8.  | Турдієв Азіз Махмудович (рос. Турдиев Азиз Махмудович)                    | ??, ВВ МВС "ДНР"                                                                         | 14.07.1986      | 10.08.2017  |              |
| 9.  | Ласка Ігор Анатолійович (рос. Ласка Игорь Анатольевич)                    | молодший лейтенант, ВВ МВС "ДНР"                                                         | 04.04.1964      | 25.08.2018  | Горлівка     |
| 10. | Філіппов Микола Володимирович (рос. Филиппов Николай Владимирович)        | в.о. командира в.ч. 5001, ВВ МВС "ДНР"                                                   | 22.03.1967      | 29.12.2018  | Горлівка     |
| 11. | Сидоров Дмитро Валентинович (рос. Сидоров Дмитрий Валентинович)           | рядовий, ВВ МВС "ДНР"                                                                    | 02.02.1998      | 08.02.2019  |              |
| 12. | Бочаров Олег Володимирович (рос. Бочаров Олег Владимирович)               | ??, ВВ МВС "ДНР"                                                                         | 08.05.1975      | 08.11.2019  | Авдіївка     |
| 13. | Кривуля Олексій Володимирович (рос. Кривуля Алексей Владимирович)         | майор, заступник командира полку спецпризначення ВВ МВС "ДНР"                            | 26.06.1976      | 20.01.2020  | Донецьк      |
| 14. | Рязанцев Василь Васильович (рос. Рязанцев Василий Васильевич)             | старший лейтенант, ВВ МВС "ДНР"                                                          | 07.08.1968      | 30.08.2020  |              |
| 15. | Война Владислав Ігорович (рос. Война Владислав Игоревич)                  | молодший сержант, ВВ МВС "ДНР"                                                           | 07.10.1998      | 03.03.2021  | Ясинувата    |
| 16. | Кривунченко Олексій Олександрович (рос. Кривунченко Андрей Александрович) | ??, ВВ МВС "ДНР"                                                                         | 13.06.1990      | 01.05.2021  |              |
| 17. | Хобта Максим Сергійович (рос. Хобта Максим Сергеевич)                     | молодший сержант, ВВ МВС "ДНР"                                                           | 16.02.1991      | 15.05.2021  |              |
| 18. | Бутнарчук Віктор Георгійович (рос. Бутнарчук Виктор Георгиевич)           | рядовий, водій відділення забезпечення, рота важкого озброєння полку ВВ "МВС ДНР"        | 14.12.1971      | 03.09.2021  |              |
| 19. | Потьомкін Петро Михайлович (рос. Потемкин Петр Михайлович)                | прапорщик, рота розвідки ВВ МВС "ДНР"                                                    | 07.07.1947      | 25.11.2021  |              |
| 20. | Кириченко Дмитро Олексійович (рос. Кириченко Дмитрий Алексеевич)          | капітан, ОМОН "Беркут"                                                                   | 08.06.1989      | 01.02.2022  | Павлопіль    |
| 21. | Шерембєєв Олексій Валерійович (рос. Шерембеев Алексей Валерьевич)         | старшина, 541-й полк Росгвардії, м. Ангарськ                                             | 11.05.1977      | 21.02.2022  |              |

## Повномасштабне російське вторгнення в Україну

### 2022
| п/п  | Прізвище, ім'я, по-батькові                                              | Звання/посада | Дата народження | Дата смерті | Місце смерті                                   |
| ---- | ------------------------------------------------------------------------ | --- | --------------- | ----------- | ---------------------------------------------- |
| 1.   | Бачієв Алім Курманбійович (рос. Бачиев Алим Курманбиевич)                | старший сержант, 121-й полк оперативного призначення (в/ч 3723)                                                                       | 13.05.1987      | 24.02.2022  |                                                |
| 2.   | Кашанський Сергій Володимирович (рос. Кашанский Сергей Владимирович)     | майор, 19-й загін спеціального призначення «Єрмак»                                                                                    | 09.12.1989      | 24.02.2022  |                                                |
| 3.   | Сенченко Ігор Ігорович (рос. Сенченко Игорь Игоревич)                    | молодший сержант, 19-й загін спеціального призначення «Єрмак»                                                                         | 26.09.1991      | 24.02.2022  | Київська область                               |
| 4.   | Шаповалов Андрій Миколайович (рос. Шаповалов Алексей Николаевич)         | рядовий, cтрілець-сапер 2-го взводу швидкого реагування, ВВ МВС "ДНР"                                                                 | 20.07.1979      | 24.02.2022  | Волноваха                                      |
| 5.   | Сабанов Ахсартаг Хасанович (рос. Сабанов Ахсартаг Хасанович)             | сержант | 21.10.1988      | 24.02.2022  | Харківська область                             |
| 6.   | Палкін Антон Вікторович (рос. Палкин Антон Викторович)                   | молодший сержант, ОМОН м. Перм | 07.08.1989      | 25.02.2022  |                                                |
| 7.   | Безбородов Дмитро Валерійович (рос. Безбородов Дмитрий Валерьевич)       | майор, командир батальону оперативного призначення в м. Нижній Новгород                                                               | 02.08.1987      | 25.02.2022  | Гостомель                                      |
| 8.   | Бімухамбетов Аскар Бактжанович (рос. Бимухамбетов Аскар Бактжанович)     | прапорщик | 02.06.1990      | 25.02.2022  |                                                |
| 9.   | Демидько Денис Вікторович (рос. Демидько Денис Викторович)               | старший сержант, Новокузнецький ОМОН «Рубіж»                                                                                          | 02.04.1994      | 25.02.2022  | Гостомель                                      |
| 10.  | Гагієв Георгій Володимирович (рос. Гагиев Георгий Владимирович)          | лейтенант, 86-й спеціальний моторизований полк                                                                                        | 07.10.1989      | 25.02.2022  | Харківська область                             |
| 11.  | Гайсін Ренат Равілович (рос. Гайсин Ренат Равилович)                     | підполковник, 39-й морський загін | 17.10.1982      | 25.02.2022  | Харківська область                             |
| 12.  | Граждан Олексій Сергійович (рос. Граждан Алексей Сергеевич)              | (звання невідомо), командир взводу | 30.06.1994      | 25.02.2022  |                                                |
| 13.  | Салугін Артем Володимирович (рос. Салугин Артём Владимирович)            | капітан | 01.09.1983      | 25.02.2022  |                                                |
| 14.  | Мурзін Ігор Дмитрович (рос. Мурзин Игорь Дмитриевич)                     | полковник, заступник командира СОБР Кузбассу                                                                                          | 03.06.1970      | 25.02.2022  | Київська область                               |
| 15.  | Соколов Денис Миколайович (рос. Соколов Денис Николаевич)                | старший лейтенант, ОМОН м. Перм | 14.03.1983      | 25.02.2022  |                                                |
| 16.  | Муслімов Дасім Муслімович (рос. Муслимов Дасим Муслимович)               | рядовий, Нацгвардія м. Махачкала | 22.07.1998      | 25.02.2022  |                                                |
| 17.  | Гехов Альберт Русланович (рос. Гехов Альберт Русланович)                 | старший сержант | 04.06.1991      | 25.02.2022  | Мелітополь                                     |
| 18.  | Петух Тарас Олександрович (рос. Петух Тарас Александрович)               | лейтенант, омський СОБР "Каскад" | 06.09.1986      | 25.02.2022  |                                                |
| 19.  | Роженко Євген Юрійович (рос. Роженко Евгений Юрьевич)                    | капітан | 04.11.1991      | 25.02.2022  |                                                |
| 20.  | Солянинов Михайло Володимирович (рос. Солянинов Михаил Владимирович)     | прапорщик, Пермський ОМОН | 16.02.1990      | 25.02.2022  | Харківська область                             |
| 21.  | Харченко Сергій Васильович (рос. Харченко Сергей Васильевич)             | старший сержант, ОМОН | 03.01.1994      | 25.02.2022  |                                                |
| 22.  | Кудаєв Ратмир Хабалович (рос. Кудаев Ратмир Хабалович)                   | майор співробітник ОМОН «Вершина» Управління Росгвардії з Кабадино-Балкарії                                                           | 21.03.1973      | 25.02.2022  | Мелітополь                                     |
| 23.  | Кештов Аслан Сафарбійович (рос. Кештов Аслан Сафарбиевич)                | підполковник, Росгвардія Кабардино-Балкарії                                                                                           | 18.08.1970      | 25.02.2022  | Мелітополь                                     |
| 24.  | Дорохов Сергій Анатолійович (рос. Дорохов Сергей Анатольевич)            | старший лейтенант, СОБР по Вологодській області                                                                                       | 20.08.1983      | 25.02.2022  |                                                |
| 25.  | Клопов Антон Олегович (рос. Клопов Антон Олегович)                       | сержант, новокузнецький ОМОН "Рубіж"                                                                                                  | 16.04.1992      | 25.02.2022  |                                                |
| 26.  | Коньшин Павло Євгенович (рос. Коньшин Павел Евгеньевич)                  | старший лейтенант Новокузнецький ОМОН, оперативна рота, командир оперативного взводу                                                  | 16.01.1988      | 25.02.2022  | Гостомель                                      |
| 27.  | Кобзарєв Євген Олександрович (рос. Кобзарев Евгений Александрович)       | старший прапорщик СОБР "Символ", Кемеровська область                                                                                  | 15.03.1985      | 25.02.2022  | Гостомель                                      |
| 28.  | Гасратов Акім Фікретович (рос. Гасратов Аким Фикретович)                 | | 1993            | 26.02.2022  |                                                |
| 29.  | Остренко Євген Геннадійович (рос. Остренко Евгений Геннадьевич)          | старший лейтенант | 08.03.1985      | 26.02.2022  | Харківська область                             |
| 30.  | Архіпов Володимир Миколайович (рос. Архипов Владимир Николаевич)         | старший сержант, СОБР Вологодської області                                                                                            | 28.02.1994      | 26.02.2022  |                                                |
| 31.  | Глен Андрій Валерійович (рос. Глен Андрей Валерьевич)                    | сержант, 34-та окрема бригада оперативного призначення                                                                                | 11.08.1988      | 26.02.2022  |                                                |
| 32.  | Дудін Євген Олексійович (рос. Дудин Евгений Алексеевич)                  | молодший сержант | 04.02.1996      | 27.02.2022  | Гостомель                                      |
| 33.  | Феденко Дмитро Вікторович (рос. Феденко Дмитрий Викторович)              | сержант | 07.06.1987      | 27.02.2022  | Сухий Яр                                       |
| 34.  | Шахвердієв Елшад Заферович (рос. Шахвердиев Элшад Заферович)             | єфрейтор, 126 полк оперативного призначення                                                                                           | 22.07.1986      | 27.02.2022  |                                                |
| 35.  | Бєляков Михайло Юрійович (рос. Беляков Михаил Юрьевич)                   | сержант, 604 ЦСП "Витязь" | 13.08.1991      | 27.02.2022  | Гостомель                                      |
| 36.  | Блінков Олексій Олександрович (рос. Блинков Алексей Александрович)       | старший лейтенант, 604 ЦСН "Витязь"                                                                                                   | 05.08.1991      | 27.02.2022  | Гостомель                                      |
| 37.  | Кайнов Олесій Федорович (рос. Кайнов Алексей Фёдорович)                  | старший прапорщик, 34-та окрема бригада оперативного призначення                                                                      | 09.08.1978      | 27.02.2022  | Гостомель                                      |
| 38.  | Павлов Геннадій Олександрович (рос. Павлов Геннадий Александрович)       | прапорщик 604 ЦСП "Витязь", взвод БПЛА                                                                                                | 02.01.1995      | 27.02.2022  |                                                |
| 39.  | Калажоков Ренат Русланович (рос. Калажоков Ренат Русланович)             | старший лейтенант, ОМОН Кабардино-Балкарії                                                                                            | 26.08.1989      | 27.02.2022  |                                                |
| 40.  | Шалик Содунам Сергійович (рос. Шалык Содунам Сергеевич)                  | ОМОН Республіки Тива, оперативний взвод                                                                                               | 18.07.1990      | 27.02.2022  | Гостомель                                      |
| 41.  | Пустозвонов Максим Анатолійович (рос. Пустозвонов Максим Анатольевич)    | єфрейтор радіотелефоніст, 604 ЦСП "Витязь"                                                                                            | 25.09.1998      | 27.02.2022  | Гостомель                                      |
| 42.  | Кирилов Олег Анатолійович (рос. Кириллов Олег Анатольевич)               | єфрейтор, старший вогнеметник-хімік, 26 загін спеціального призначення (в/ч 5598), м. Казань                                          | 09.03.1998      | 27.02.2022  |                                                |
| 43.  | Глухов Володимир Олександрович (рос. Глухов Владимир Александрович)      | старший прапорщик, 33-й загін спеціального призначення «Пересвіт»                                                                     | 14.05.1985      | 28.02.2022  | с. Катюжанка, Київська область                 |
| 44.  | Манохін Антон Юрійович (рос. Манохин Антон Юрьевич)                      | єфрейтор, 95-а дивізія охорони важливих об'єктів Росгвардії                                                                           | 28.10.2000      | 28.02.2022  | Харківська область                             |
| 45.  | Балаєв Мурат Мажидович (рос. Балаев Мурат Мажидович)                     | капітан, 34-а окрема бригада оперативного призначення, 1-й батальон оперативного призначення                                          | 27.07.1991      | 28.02.2022  |                                                |
| 46.  | Дзурапов Мовсар Усманович (рос. Дзурапов Мовсар Усманович)               | молодший сержант | 20.10.1994      | 28.02.2022  |                                                |
| 47.  | Монгуш Хуреш Тіїл-оолович (рос. Монгуш Хуреш Тиил-оолович)               | єфрейтор, 34-й загін спеціального призначення (ООСпП) Росгвардії                                                                      | 24.12.1989      | 01.03.2022  | Херсонська область                             |
| 48.  | Куулар Адигжі Хулер-Оолович (рос. Куулар Адыгжы Хулер-Оолович)           | єфрейтор, розвідник-санітар, 46 ОБрОП                                                                                                 | 16.11.1994      | 01.03.2022  | Херсон                                         |
| 49.  | Крюков Олексій Іванович (рос. Крюков Алексей Иванович)                   | звання невідоме/46-а окрема бригада оперативного призначення                                                                          | 20.10.1986      | 03.03.2022  |                                                |
| 50.  | Гронов Олексій Олексійович (рос. Гронов Алексей Алексееевич)             | старший сержант | 1994            | 03.03.2022  |                                                |
| 51.  | Селіфонов Сергій Олександрович (рос. Селифонов Сергей Александрович)     | старший лейтенант | 27.06.1975      | 03.03.2022  | поблизу смт. Старий Салтів, Харківська область |
| 52.  | Савватеєв Сергій Олександрович (рос. Савватеев Сергей Александрович)     | полковник, заступник командира СОБР управління Росгвардії по Владимирській області                                                    | 07.11.1972      | 03.03.2022  | поблизу смт. Старий Салтів, Харківська область |
| 53.  | П'яткін Ілля Юрійович (рос. Пяткин Илья Юрьевич)                         | підполковник, управління СОБР м. Владимира                                                                                            | 1984            | 03.03.2022  | поблизу смт. Старий Салтів, Харківська область |
| 54.  | Рябов Роман (рос. Рябов Роман)                                           | підполковник, ОМОН м. Владимира |                 | 03.03.2022  | поблизу смт. Старий Салтів, Харківська область |
| 55.  | Коломін Ярослав Михайлович (рос. Коломин Ярослав Михайлович)             | прапорщик ОМОН Владимирської області                                                                                                  | 21.04.1992      | 03.03.2022  | поблизу смт. Старий Салтів, Харківська область |
| 56.  | Родіонов Михайло Олександрович (рос. Родионов Михаил Александрович)      | майор, ОМОН м. Владимира | 07.07.1975      | 03.03.2022  | поблизу смт. Старий Салтів, Харківська область |
| 57.  | Корольов Дмитро Васильович (рос. Королёв Дмитрий Васильевич)             | водій-розвідник, 656 полк Оперативного призначення                                                                                    | 01.05.1974      | 05.03.2022  |                                                |
| 58.  | Юрков Олександр Сергійович (рос. Юрков Александр Сергеевич)              | сержант | 30.05.1992      | 05.03.2022  |                                                |
| 59.  | Перков Микита Володимирович (рос. Перков Никита Владимирович)            | старший лейтенант, командир взводу управління мінометної батареї                                                                      | 25.09.1996      | 06.03.2022  |                                                |
| 60.  | Занін Максим Юрійович (рос. Занин Максим Юрьевич)                        | єфрейтор, 23 ОСпП Оберег | 30.05.1993      | 07.03.2022  |                                                |
| 61.  | Кубжасаров Нурлан Тимирбалійович (рос. Кубжасаров Нурлан Тимирбалиевич)  | єфрейтор, 23 ОСпП "Оберег" | 01.12.1992      | 07.03.2022  |                                                |
| 62.  | Опацький Олексій Михайлович (рос. Опацкий Алексей Михайлович)            | капітан, командир оперативного взводу ОМОН "Зирянин" Управління Росгвардії Республіки Комі                                            | 27.08.1977      | 07.03.2022  | Ізюм                                           |
| 63.  | Султанов В'ячеслав Олегович (рос. Султанов Вячеслав Олегович)            | єфрейтор, 23 ОСпН Оберег | 03.05.1993      | 07.03.2022  |                                                |
| 64.  | Косовцов Денис Олександрович (рос. Косовцов Денис Александрович)         | єфрейтор, 25 ООСпП "Меркурій" | 15.11.1999      | 08.03.2022  | Маріуполь                                      |
| 65.  | Калабеков Гюльмагомед Гасанович (рос. Калабеков Гюльмагомед Гасанович)   | прапорщик, 375 ОБОП | 06.05.1992      | 09.03.2022  |                                                |
| 66.  | Галямов Рустам Марсович (рос. Галямов Рустам Марсович)                   | прапорщик 26 ОСпП "Барс" | 28.02.1988      | 11.03.2022  |                                                |
| 67.  | Єрьомін Ілля Сергійович (рос. Еремин Илья Сергеевич)                     | єфрейтор, в/ч. 6919 (м. Ялта) | 09.12.2000      | 11.03.2022  |                                                |
| 68.  | Кашарін Всеволод Юрійович (рос. Кашарин Всеволод Юрьевич)                | капітан, заступник командира батальйону, ВВ МВС "ДНР"                                                                                 | 01.09.1967      | 11.03.2022  | Маріуполь                                      |
| 69.  | Космацький Антон Олександрович (рос. Космацкий Антон Александрович)      | капітан, командир роти, 96-й полк Оперативного призначення ВНГ                                                                        | 15.05.1992      | 12.03.2022  | Василівка, Запорізька область                  |
| 70.  | Халітов Марат Минніярович (рос. Халитов Марат Минниярович)               | прапорщик заступник командира взводу, 33-й загін спецпризначення "Пересвіт"                                                           | 23.02.1991      | 12.03.2022  | Вабля                                          |
| 71.  | Голубцов Володимир Сергійович (рос. Голубцов Владимир Сергеевич)         | сержант, 12-й загін спеціального призначення "Урал"                                                                                   | (22.07.1984     | 14.03.2022  |                                                |
| 72.  | Гучапшев Артур Артемович (рос. Гучапшев Артур Артемович)                 | молодший сержант заступник командира взводу, 674 полк особливого призначення                                                          | 15.07.1991      | 16.03.2022  |                                                |
| 73.  | Терешков Владислав Олександрович (рос. Терешков Владислав Александрович) | лейтенант, ВВ МВС "ДНР" | 08.04.1999      | 17.03.2022  | Маріуполь                                      |
| 74.  | Абдулмуслімов Батир Ахмедович (рос. Абдулмуслимов Батыр Ахмедович)       | старший сержант майстер взводу матеріального та технічного забезпечення 1-го батальйону, 46-а окрема бригада оперативного призначення | 04.11.1980      | 20.03.2022  |                                                |
| 75.  | Гончаров Сергій Олександрович (рос. Гончаров Сергей Александрович)       | старший прапорщик інструктор, 17-й загін спеціального призначення "Авангард"                                                          | 15.07.1986      | 20.03.2022  |                                                |
| 76.  | Касімов Марат Адилжонович (рос. Касимов Марат Адилжонович)               | єфрейтор 26-й казанський загін спеціального призначення "Барс" Росгвардії                                                             | 25.09.1986      | 20.03.2022  |                                                |
| 77.  | Кирилов Олександр Сергійович (рос. Кириллов Александр Сергеевич)         | капітан командир групи спеціального призначення "РТ", 604-й центр спеціального призначення "Вітязь"                                   | 18.06.1991      | 20.03.2022  | Гостомель                                      |
| 78.  | Кулеметьєв Андрій Федорович (рос. Кулеметьев Андрей Фёдорович)           | єфрейтор 26 ООСпП | 25.07.1997      | 20.03.2022  | Стара Буда                                     |
| 79.  | Ніконов Олександр Віталійович (рос. Никонов Александр Витальевич)        | молодший сержант, розвідник, 26 ООСпП                                                                                                 | 21.08.1992      | 20.03.2022  |                                                |
| 80.  | Лебедєв Денис Русланович (рос. Лебедев Денис Русланович)                 | єфрейтор, 21-й загін спеціального призначення "Тайфун" (в/.ч 6767)                                                                    | 11.12.1993      | 21.03.2022  | Київська область                               |
| 81.  | Магомедов Беслан Кюрієвич (рос. Магомадов Беслан (Бислан) Кюриевич)      | ???, СОБР "Ахмат | 11.01.1979      | 22.03.2022  |                                                |
| 82.  | Горбачук Косятнтин Олегович (рос. Горбачук Константин Олегович)          | сержант, снайпер 1 взводу спеціального призначення роти спецназу полку Внутрішніх військ МВС "ДНР"                                    | 07.08.1973      | 23.03.2022  | Маріуполь                                      |
| 83.  | Троян Андрій Петрович (рос. Троян Андрей Петрович)                       | рядовий, Внутрішні війська МВС "ДНР"                                                                                                  | 18.02.1991      | 23.03.2022  | Авдіївка                                       |
| 84.  | Концов Максим Андрійович (рос. Концов Максим Андреевич)                  | лейтенант, начальник розвідки штабу 748-го окремого батальйону оперативного призначення Східного округу                               | 16.05.1988      | 24.03.2022  |                                                |
| 85.  | Магомедов Магомед Хизригаджієвич (рос. Магомедов Магомед Хизригаджиевич) | 46-а окрема бригада оперативного призначення                                                                                          | 30.03.1989      | 24.03.2022  | Запорізька область                             |
| 86.  | Магомедов Магомед Шарамазанович (рос. Магомедов Магомед Шарамазанович)   | молодший сержант 46-а окрема бригада оперативного призначення                                                                         | 10.09.1993      | 24.03.2022  | Запорізька область                             |
| 87.  | Маччієв Анвар Гусенович (рос. Маччиев Анвар Гусенович)                   | старший сержант, 46-та окрема бригада оперативного призначення                                                                        | 10.03.1983      | 24.03.2022  | Запорізька область                             |
| 88.  | Рустамов Расул Рустамович (рос. Рустамов Расул Рустамович)               | старший стрілець-кулеметник, 96-й полк особливого призначення                                                                         | 29.04.1987      | 24.03.2022  | Мелітополь                                     |
| 89.  | Саїдов Гаджі Хасуєвич (рос. Саидов Гаджи Хасуевич)                       | сержант, старший стрілець-кулеметник, 46 ОБрОП                                                                                        | 25.02.1985      | 24.03.2022  | Мирне                                          |
| 90.  | Шамгунов Адель Рафаїлевич (рос. Шамгунов Адель Рафаилевич)               | сержант, 26 ЗсПП "Барс" | 09.04.1992      | 26.03.2022  |                                                |
| 91.  | Стахєєв Дмитро Володимирович (рос. Стахеев Дмитрий Владимирович)         | майор, 34-й загін спеціального призначення                                                                                            | 14.06.1989      | 29.03.2022  |                                                |
| 92.  | Герасименко Євген Михайлович (рос. Гермасименко Евгений Михайлович)      | полковник, начальник розвідувального відділу, Росгвардія м. Москва                                                                    | 05.08.1977      | 31.03.2022  |                                                |
| 93.  | Каїмов Рамзан Вісалієвич (рос. Каимов Рамзан Висалиевич)                 | капітан, командир 8-ї роти, полк поліції спецпризначення імені Ахмата Кадирова                                                        | 24.10.1989      | 01.04.2022  |                                                |
| 94.  | Бекиров Аслан Мухабович (рос. Бекиров Аслан Мухабович)                   | ???, СОБР "Ахмат" | 15.01.1988      | 05.04.2022  |                                                |
| 95.  | Мударов Абубакар Баудінович (рос. Мударов Абубакар Баудинович)           | ???, СОБР "Ахмат" | 07.08.1974      | 05.04.2022  |                                                |
| 96.  | Дегтяренко Андрій Костянтинович (рос. Дегтяренко Андрей Константинович)  | курсант Академії МВС "ДНР" ім. Дзержинського; військовий факультет внутрішніх військ "ДНР"                                            | 12.05.2000      | 06.04.2022  | Маріуполь                                      |
| 97.  | Мінаков Дмитро Андрійович (рос. Минаков Дмитрий Андреевич)               | лейтенант, начальник 5-го курсу, курсант Академії МВС "ДНР" ім. Дзержинського; військовий факультет внутрішніх військ "ДНР"           | 08.12.1994      | 06.04.2022  | Маріуполь                                      |
| 98.  | Пушко Олег Ігорович (рос. Пушко Олег Игоревич)                           | рядовий, ВВ МВС "ДНР" | 06.04.1999      | 06.04.2022  | Маріуполь                                      |
| 99.  | Полгородник Олег Григорович (рос. Полгородник Олег Григорьевич)          | рядовий, стрілець-помічник 2 відділення 2 взводу 2 роти в/год 2002 Внутрішніх Військ МВС "ДНР"                                        | 14.04.1971      | 06.04.2022  |                                                |
| 100. | Ільїн Микола Олексійович (рос. Ильин Николай Алексеевич)                 | старший сержант, ОМОН Удмуртії | 28.09.1994      | 07.04.2022  |                                                |
| 101. | Кононов Сергій Миколайович (рос. Кононов Сергей Николаевич)              | старший лейтенант, СОБР "ДНР" | 14.06.1979      | 10.04.2022  | Запорізька область                             |
| 102. | Єпіфанцев Артур Артакович (рос. Епифанцев Артур Артакович)               | єфрейтор, 23-й загін спеціального призначення «Оберіг»                                                                                | ?.?.1999        | 13.04.2022  | Херсонська область                             |
| 103. | Замогильний Віктор Володимирович (рос. Замогильный Виктор Владимирович)  | старший сержант, 23-й загін спеціального призначення «Оберіг»                                                                         | 15.04.1994      | 13.04.2022  | Херсонська область                             |
| 104. | Зубов Антон Васильович (рос. Зубов Антон Васильевич)                     | сержант, 23-й загін спеціального призначення «Оберіг»                                                                                 | 14.11.1988      | 13.04.2022  | Херсонська область                             |
| 105. | Кильмухаметов Тимур Радикович (рос. Кильмухаметов Тимур Радикович)       | молодший сержант, кулеметник, 23-й загін спеціального призначення «Оберіг»                                                            | 03.12.1999      | 13.04.2022  | Херсонська область                             |
| 106. | Некрасов Олександр Анатолійович (рос. Некрасов Александр Анатольевич)    | єфрейтор, старший кулеметник, 23-й загін спеціального призначення «Оберіг»                                                            | 19.05.1991      | 13.04.2022  | Херсонська область                             |
| 107. | Тропець Дмитро Олександрович (рос. Тропец Дмитрий Александрович)         | сержант, 23-й загін спеціального призначення «Оберіг»                                                                                 | 14.12.1985      | 13.04.2022  | Херсонська область                             |
| 108. | Гайрабеков Суп'ян Сулиманович (рос. Гайрабеков Супьян Сулиманович)       | СОБР "Ахмат" | 13.07.1984      | 16.04.2022  |                                                |
| 109. | Зорін Данило Олександрович (рос. Зорин Данил Александрович)              | сержант, командир відділення, Загін спеціального призначення "Авангард"                                                               | 15.04.1997      | 21.04.2022  |                                                |
| 110. | Бєтєєв Таймураз Хетагович (рос. Бетеев Таймураз Хетагович)               | прапорщик, 362-й окремий батальйон оперативного призначення, 49 ОБрОП                                                                 | 30.03.1982      | 22.04.2022  |                                                |

### 2023
| п/п | Прізвище, ім'я, по-батькові                                            | Звання/посада                                                               | Дата народження | Дата смерті | Місце смерті       |
| --- | ---------------------------------------------------------------------- | --------------------------------------------------------------------------- | --------------- | ----------- | ------------------ |
| 1.  | Санаужинов Сергій Олександрович (рос. Санаужинов Сергей Александрович) | старший лейтенант, СОБР                                                     | 13.02.1969      | 02.01.2023  | Донецька область   |
| 2.  | Єгоров Андрій Вікторович (рос. Егоров Андрей Викторович)               | ???, ОМОН "Тигр"                                                            | 24.08.1983      | 14.01.2023  | Волноваський район |
| 3.  | Писаренко Євген Валерійович (рос. Писаренко Евгений Валерьевич)        | полковник, командир загону спецпризначення СОБР «Ахмат»                     | 16.07.1984      | 02.07.2023  | Донецька область   |
| 4.  | Горбачов Юрій Юрійович (рос. Горбачев Юрий Юрьевич)                    | майор, начальник інженерної служби Управління Росгвардії по Омській області | 19.03.1988      | 20.09.2023  | Білогорівка        |